# Castanoguina caudicula
Castanoguina caudicula är en insektsart som beskrevs av Young 1986. Castanoguina caudicula ingår i släktet Castanoguina och familjen dvärgstritar. Inga underarter finns listade i Catalogue of Life.